# Okręg wyborczy nr 21 do Sejmu Rzeczypospolitej Polskiej (1993–2001)
Okręg wyborczy nr 21 do Sejmu Rzeczypospolitej Polskiej (1993–2001) obejmował województwo krakowskie. W ówczesnym kształcie został utworzony w 1993. Wybieranych było w nim 13 posłów w systemie proporcjonalnym.
Siedzibą okręgowej komisji wyborczej był Kraków.

## Wyniki wyborów
| Podział 13 mandatów: SLD: 3 UP: 1 PSL: 2 UD: 4 KPN: 2 BBWR: 1 |

| Podział 13 mandatów: SLD: 3 UW: 3 AWS: 7 |

## Reprezentanci okręgu
| Sejm | Rok  | Poseł KW                                          | Poseł KW                                          | Poseł KW                                          | Poseł KW                                          | Poseł KW                                          | Poseł KW                                          | Poseł KW                                          | Poseł KW                                          | Poseł KW                                          | Poseł KW                                          | Poseł KW                                          | Poseł KW                                          | Poseł KW                                          | Poseł KW                                          | Poseł KW                                          | Poseł KW                                          | Poseł KW                                          | Poseł KW                                          | Poseł KW                                          | Poseł KW                                          | Poseł KW                                          | Poseł KW                                          | Poseł KW                                          | Poseł KW                                          | Poseł KW                                          | Poseł KW                                          |
| ---- | ---- | ------------------------------------------------- | ------------------------------------------------- | ------------------------------------------------- | ------------------------------------------------- | ------------------------------------------------- | ------------------------------------------------- | ------------------------------------------------- | ------------------------------------------------- | ------------------------------------------------- | ------------------------------------------------- | ------------------------------------------------- | ------------------------------------------------- | ------------------------------------------------- | ------------------------------------------------- | ------------------------------------------------- | ------------------------------------------------- | ------------------------------------------------- | ------------------------------------------------- | ------------------------------------------------- | ------------------------------------------------- | ------------------------------------------------- | ------------------------------------------------- | ------------------------------------------------- | ------------------------------------------------- | ------------------------------------------------- | ------------------------------------------------- |
| II   | 1993 |                                                   | R. Moczulski KPN                                  |                                                   | J. Rokita UD (1993) AWS (1997)                    |                                                   | A. Krawczuk SLD                                   |                                                   | P. Czarnecki UP                                   |                                                   | L. Zieliński BBWR                                 |                                                   | B. Pęk PSL                                        |                                                   | S. Kracik UD (1993) UW (1997)                     |                                                   | A. Urbańczyk SLD                                  |                                                   | J. Kubik PSL                                      |                                                   | T. Syryjczyk UD                                   |                                                   | J. Lemański SLD                                   |                                                   | J. Okoński UD                                     |                                                   | R. Kościelny KPN                                  |
| III  | 1997 |                                                   | J. Dąbrowski AWS                                  |                                                   | J. Rokita UD (1993) AWS (1997)                    | B. Cieślak SLD                                    |                                                   | W. Kielian AWS                                    |                                                   | K. Barczyk AWS                                    |                                                   | K. Kapera AWS                                     |                                                   |                                                   | S. Kracik UD (1993) UW (1997)                     | M. Nawara AWS                                     | A. Urbańczyk SLD                                  |                                                   | T. Mazowiecki UW                                  | K. Chrzanowski SLD                                |                                                   | J. Lassota UW                                     |                                                   | Z. Zarębski AWS                                   |                                                   |                                                   |                                                   |
| III  | 1998 | P. Graś AWS                                       | J. Dąbrowski AWS                                  |                                                   | J. Rokita UD (1993) AWS (1997)                    | B. Cieślak SLD                                    |                                                   | W. Kielian AWS                                    |                                                   | K. Barczyk AWS                                    |                                                   | K. Kapera AWS                                     |                                                   |                                                   | S. Kracik UD (1993) UW (1997)                     |                                                   | A. Urbańczyk SLD                                  |                                                   | T. Mazowiecki UW                                  | K. Chrzanowski SLD                                |                                                   | J. Lassota UW                                     |                                                   | Z. Zarębski AWS                                   |                                                   |                                                   |                                                   |
| III  | 2001 | P. Graś AWS                                       | J. Dąbrowski AWS                                  | J. Lemański SLD                                   | J. Rokita UD (1993) AWS (1997)                    | B. Cieślak SLD                                    |                                                   | W. Kielian AWS                                    |                                                   | K. Barczyk AWS                                    |                                                   | K. Kapera AWS                                     |                                                   |                                                   | S. Kracik UD (1993) UW (1997)                     |                                                   |                                                   |                                                   | T. Mazowiecki UW                                  | K. Chrzanowski SLD                                |                                                   | J. Lassota UW                                     |                                                   | Z. Zarębski AWS                                   |                                                   |                                                   |                                                   |
| IV   | 2001 | okręg zniesiony – patrz okręgi nr 12, 13, 14 i 15 | okręg zniesiony – patrz okręgi nr 12, 13, 14 i 15 | okręg zniesiony – patrz okręgi nr 12, 13, 14 i 15 | okręg zniesiony – patrz okręgi nr 12, 13, 14 i 15 | okręg zniesiony – patrz okręgi nr 12, 13, 14 i 15 | okręg zniesiony – patrz okręgi nr 12, 13, 14 i 15 | okręg zniesiony – patrz okręgi nr 12, 13, 14 i 15 | okręg zniesiony – patrz okręgi nr 12, 13, 14 i 15 | okręg zniesiony – patrz okręgi nr 12, 13, 14 i 15 | okręg zniesiony – patrz okręgi nr 12, 13, 14 i 15 | okręg zniesiony – patrz okręgi nr 12, 13, 14 i 15 | okręg zniesiony – patrz okręgi nr 12, 13, 14 i 15 | okręg zniesiony – patrz okręgi nr 12, 13, 14 i 15 | okręg zniesiony – patrz okręgi nr 12, 13, 14 i 15 | okręg zniesiony – patrz okręgi nr 12, 13, 14 i 15 | okręg zniesiony – patrz okręgi nr 12, 13, 14 i 15 | okręg zniesiony – patrz okręgi nr 12, 13, 14 i 15 | okręg zniesiony – patrz okręgi nr 12, 13, 14 i 15 | okręg zniesiony – patrz okręgi nr 12, 13, 14 i 15 | okręg zniesiony – patrz okręgi nr 12, 13, 14 i 15 | okręg zniesiony – patrz okręgi nr 12, 13, 14 i 15 | okręg zniesiony – patrz okręgi nr 12, 13, 14 i 15 | okręg zniesiony – patrz okręgi nr 12, 13, 14 i 15 | okręg zniesiony – patrz okręgi nr 12, 13, 14 i 15 | okręg zniesiony – patrz okręgi nr 12, 13, 14 i 15 | okręg zniesiony – patrz okręgi nr 12, 13, 14 i 15 |

### Wybory parlamentarne 1993
| Komitet wyborczy                                      | Komitet wyborczy                                         | Głosów | %     | Mandaty | Wybrani posłowie                                             |
| ----------------------------------------------------- | -------------------------------------------------------- | ------ | ----- | ------- | ------------------------------------------------------------ |
|                                                       | Unia Demokratyczna                                       | 85 436 | 18,47 | 4       | Jan Rokita, Stanisław Kracik, Tadeusz Syryjczyk, Jan Okoński |
|                                                       | Sojusz Lewicy Demokratycznej                             | 64 077 | 13,86 | 3       | Aleksander Krawczuk, Andrzej Urbańczyk, Janusz Lemański      |
|                                                       | Konfederacja Polski Niepodległej                         | 53 730 | 11,62 | 2       | Robert Moczulski, Robert Kościelny                           |
|                                                       | Polskie Stronnictwo Ludowe                               | 44 045 | 9,52  | 2       | Bogdan Pęk, Jan Kubik                                        |
|                                                       | Bezpartyjny Blok Wspierania Reform                       | 33 150 | 7,17  | 1       | Leszek Zieliński                                             |
|                                                       | Unia Pracy                                               | 31 926 | 6,90  | 1       | Piotr Czarnecki                                              |
|                                                       | Niezależny Samorządny Związek Zawodowy „Solidarność”     | 28 299 | 6,12  | –       |                                                              |
|                                                       | Katolicki Komitet Wyborczy „Ojczyzna”                    | 26 720 | 5,78  | –       |                                                              |
|                                                       | Kongres Liberalno-Demokratyczny                          | 25 904 | 5,60  | –       |                                                              |
|                                                       | Unia Polityki Realnej                                    | 22 295 | 4,82  | –       |                                                              |
|                                                       | Porozumienie Centrum                                     | 18 821 | 4,07  | –       |                                                              |
|                                                       | Koalicja dla Rzeczypospolitej                            | 14 702 | 3,18  | –       |                                                              |
|                                                       | Polskie Stronnictwo Ludowe – Porozumienie Ludowe         | 6401   | 1,38  | –       |                                                              |
|                                                       | Partia X                                                 | 5366   | 1,16  | –       |                                                              |
|                                                       | Polska Wspólnota Narodowa – Polskie Stronnictwo Narodowe | 1205   | 0,26  | –       |                                                              |
|                                                       | NOT Stowarzyszenia Techniczne                            | 949    | 0,21  | –       |                                                              |
| Frekwencja: 52,41% Źródło: Państwowa Komisja Wyborcza |                                                          |        |       |         |                                                              |

Poniższa tabela przedstawia podział mandatów dla komitetów wyborczych na podstawie uzyskanych głosów, a następnie obliczonych ilorazów wyborczych na podstawie metody D’Hondta.
| Podział mandatów dla komitetów wyborczych na podstawie metody D’Hondta | Podział mandatów dla komitetów wyborczych na podstawie metody D’Hondta | Podział mandatów dla komitetów wyborczych na podstawie metody D’Hondta | Podział mandatów dla komitetów wyborczych na podstawie metody D’Hondta | Podział mandatów dla komitetów wyborczych na podstawie metody D’Hondta | Podział mandatów dla komitetów wyborczych na podstawie metody D’Hondta | Podział mandatów dla komitetów wyborczych na podstawie metody D’Hondta | Podział mandatów dla komitetów wyborczych na podstawie metody D’Hondta | Podział mandatów dla komitetów wyborczych na podstawie metody D’Hondta | Podział mandatów dla komitetów wyborczych na podstawie metody D’Hondta | Podział mandatów dla komitetów wyborczych na podstawie metody D’Hondta | Podział mandatów dla komitetów wyborczych na podstawie metody D’Hondta |
| Komitet wyborczy                                                       | Komitet wyborczy                                                       | Liczba głosów                                                          | Iloraz wyborczy                                                        | Iloraz wyborczy                                                        | Iloraz wyborczy                                                        | Iloraz wyborczy                                                        | Iloraz wyborczy                                                        | Iloraz wyborczy                                                        | Iloraz wyborczy                                                        | Mandaty                                                                | TP                                                                     |
| Komitet wyborczy                                                       | Komitet wyborczy                                                       | Liczba głosów                                                          | /1                                                                     | /2                                                                     | /3                                                                     | /4                                                                     | /5                                                                     | ...                                                                    | /13                                                                    | Mandaty                                                                | TP                                                                     |
| ---------------------------------------------------------------------- | ---------------------------------------------------------------------- | ---------------------------------------------------------------------- | ---------------------------------------------------------------------- | ---------------------------------------------------------------------- | ---------------------------------------------------------------------- | ---------------------------------------------------------------------- | ---------------------------------------------------------------------- | ---------------------------------------------------------------------- | ---------------------------------------------------------------------- | ---------------------------------------------------------------------- | ---------------------------------------------------------------------- |
|                                                                        | Unia Demokratyczna                                                     | 85 436                                                                 | 85 436                                                                 | 42 718                                                                 | 28 479                                                                 | 21 359                                                                 | 17 087                                                                 | ...                                                                    | 6572                                                                   | 4                                                                      | 3,56                                                                   |
|                                                                        | Sojusz Lewicy Demokratycznej                                           | 64 077                                                                 | 64 077                                                                 | 32 039                                                                 | 21 359                                                                 | 16 019                                                                 | 12 815                                                                 | ...                                                                    | 4929                                                                   | 3                                                                      | 2,67                                                                   |
|                                                                        | Konfederacja Polski Niepodległej                                       | 53 730                                                                 | 53 730                                                                 | 26 865                                                                 | 17 910                                                                 | 14 433                                                                 | 10 746                                                                 | ...                                                                    | 4133                                                                   | 2                                                                      | 2,24                                                                   |
|                                                                        | Polskie Stronnictwo Ludowe                                             | 44 045                                                                 | 44 045                                                                 | 22 023                                                                 | 14 682                                                                 | 11 011                                                                 | 8809                                                                   | ...                                                                    | 3388                                                                   | 2                                                                      | 1,83                                                                   |
|                                                                        | Bezpartyjny Blok Wspierania Reform                                     | 33 150                                                                 | 33 150                                                                 | 16 575                                                                 | 11 050                                                                 | 8288                                                                   | 6630                                                                   | ...                                                                    | 2550                                                                   | 1                                                                      | 1,38                                                                   |
|                                                                        | Unia Pracy                                                             | 31 926                                                                 | 31 926                                                                 | 15 963                                                                 | 10 642                                                                 | 7982                                                                   | 6385                                                                   | ...                                                                    | 2456                                                                   | 1                                                                      | 1,33                                                                   |
| Ogółem                                                                 | Ogółem                                                                 | 312 364                                                                | —                                                                      | —                                                                      | —                                                                      | —                                                                      | —                                                                      | —                                                                      | —                                                                      | 13                                                                     | 13                                                                     |

### Wybory parlamentarne 1997
| Komitet wyborczy                                      | Komitet wyborczy                          | Głosów  | %     | Mandaty | Wybrani posłowie |
| ----------------------------------------------------- | ----------------------------------------- | ------- | ----- | ------- | --- |
|                                                       | Akcja Wyborcza Solidarność                | 203 726 | 40,76 | 7       | Jan Rokita, Józef Dąbrowski, Władysław Kielian, Kazimierz Barczyk, Kazimierz Kapera, Marek Nawara, Zbigniew Zarębski, Paweł Graś |
|                                                       | Unia Wolności                             | 102 964 | 20,60 | 3       | Tadeusz Mazowiecki, Józef Lassota, Stanisław Kracik                                                                              |
|                                                       | Sojusz Lewicy Demokratycznej              | 88 154  | 17,64 | 3       | Andrzej Urbańczyk, Bronisław Cieślak, Kazimierz Chrzanowski, Janusz Lemański                                                     |
|                                                       | Ruch Odbudowy Polski                      | 24 174  | 4,84  | –       | |
|                                                       | Polskie Stronnictwo Ludowe                | 21 159  | 4,23  | –       | |
|                                                       | Unia Pracy                                | 15 642  | 3,13  | –       | |
|                                                       | Unia Prawicy Rzeczypospolitej             | 11 457  | 2,29  | –       | |
|                                                       | Blok dla Polski                           | 6947    | 1,39  | –       | |
|                                                       | Krajowe Porozumienie Emerytów i Rencistów | 5845    | 1,17  | –       | |
|                                                       | Krajowa Partia Emerytów i Rencistów       | 5384    | 1,08  | –       | |
| Frekwencja: 54,48% Źródło: Państwowa Komisja Wyborcza |                                           |         |       |         | |

Poniższa tabela przedstawia podział mandatów dla komitetów wyborczych na podstawie uzyskanych głosów, a następnie obliczonych ilorazów wyborczych na podstawie metody D’Hondta.
| Podział mandatów dla komitetów wyborczych na podst. metody D’Hondta | Podział mandatów dla komitetów wyborczych na podst. metody D’Hondta | Podział mandatów dla komitetów wyborczych na podst. metody D’Hondta | Podział mandatów dla komitetów wyborczych na podst. metody D’Hondta | Podział mandatów dla komitetów wyborczych na podst. metody D’Hondta | Podział mandatów dla komitetów wyborczych na podst. metody D’Hondta | Podział mandatów dla komitetów wyborczych na podst. metody D’Hondta | Podział mandatów dla komitetów wyborczych na podst. metody D’Hondta | Podział mandatów dla komitetów wyborczych na podst. metody D’Hondta | Podział mandatów dla komitetów wyborczych na podst. metody D’Hondta | Podział mandatów dla komitetów wyborczych na podst. metody D’Hondta | Podział mandatów dla komitetów wyborczych na podst. metody D’Hondta | Podział mandatów dla komitetów wyborczych na podst. metody D’Hondta | Podział mandatów dla komitetów wyborczych na podst. metody D’Hondta | Podział mandatów dla komitetów wyborczych na podst. metody D’Hondta |
| Komitet wyborczy                                                    | Komitet wyborczy                                                    | Liczba głosów                                                       | Iloraz wyborczy                                                     | Iloraz wyborczy                                                     | Iloraz wyborczy                                                     | Iloraz wyborczy                                                     | Iloraz wyborczy                                                     | Iloraz wyborczy                                                     | Iloraz wyborczy                                                     | Iloraz wyborczy                                                     | Iloraz wyborczy                                                     | Iloraz wyborczy                                                     | Mandaty                                                             | TP                                                                  |
| Komitet wyborczy                                                    | Komitet wyborczy                                                    | Liczba głosów                                                       | /1                                                                  | /2                                                                  | /3                                                                  | /4                                                                  | /5                                                                  | /6                                                                  | /7                                                                  | /8                                                                  | ...                                                                 | /13                                                                 | Mandaty                                                             | TP                                                                  |
| ------------------------------------------------------------------- | ------------------------------------------------------------------- | ------------------------------------------------------------------- | ------------------------------------------------------------------- | ------------------------------------------------------------------- | ------------------------------------------------------------------- | ------------------------------------------------------------------- | ------------------------------------------------------------------- | ------------------------------------------------------------------- | ------------------------------------------------------------------- | ------------------------------------------------------------------- | ------------------------------------------------------------------- | ------------------------------------------------------------------- | ------------------------------------------------------------------- | ------------------------------------------------------------------- |
|                                                                     | Akcja Wyborcza Solidarność                                          | 203 726                                                             | 203 726                                                             | 101 863                                                             | 67 909                                                              | 50 932                                                              | 40 745                                                              | 33 954                                                              | 29 104                                                              | 25 466                                                              | ...                                                                 | 15 671                                                              | 7                                                                   | 6,02                                                                |
|                                                                     | Unia Wolności                                                       | 102 964                                                             | 102 964                                                             | 51 482                                                              | 34 321                                                              | 25 741                                                              | 20 593                                                              | 17 161                                                              | 14 709                                                              | 12 871                                                              | ...                                                                 | 7920                                                                | 3                                                                   | 3,04                                                                |
|                                                                     | Sojusz Lewicy Demokratycznej                                        | 88 154                                                              | 88 154                                                              | 44 077                                                              | 29 385                                                              | 22 039                                                              | 17 631                                                              | 14 692                                                              | 12 593                                                              | 11 019                                                              | ...                                                                 | 6781                                                                | 3                                                                   | 2,60                                                                |
|                                                                     | Ruch Odbudowy Polski                                                | 24 174                                                              | 24 174                                                              | 12 087                                                              | 8058                                                                | 6044                                                                | 4835                                                                | 4029                                                                | 3453                                                                | 3022                                                                | ...                                                                 | 1860                                                                | 0                                                                   | 0,71                                                                |
|                                                                     | Polskie Stronnictwo Ludowe                                          | 21 159                                                              | 21 159                                                              | 10 580                                                              | 7053                                                                | 5290                                                                | 4232                                                                | 3527                                                                | 3023                                                                | 2645                                                                | ...                                                                 | 1628                                                                | 0                                                                   | 0,62                                                                |
| Ogółem                                                              | Ogółem                                                              | 440 177                                                             | —                                                                   | —                                                                   | —                                                                   | —                                                                   | —                                                                   | —                                                                   | —                                                                   | —                                                                   | —                                                                   | —                                                                   | 13                                                                  | 13                                                                  |